# Gare Valois
Pour les articles homonymes, voir Valois.
La gare Valois est une gare d'exo située à Pointe-Claire dans l'agglomération de Montréal. Elle dessert les trains de banlieue de la ligne exo 1.

#### Société de transport de Montréal

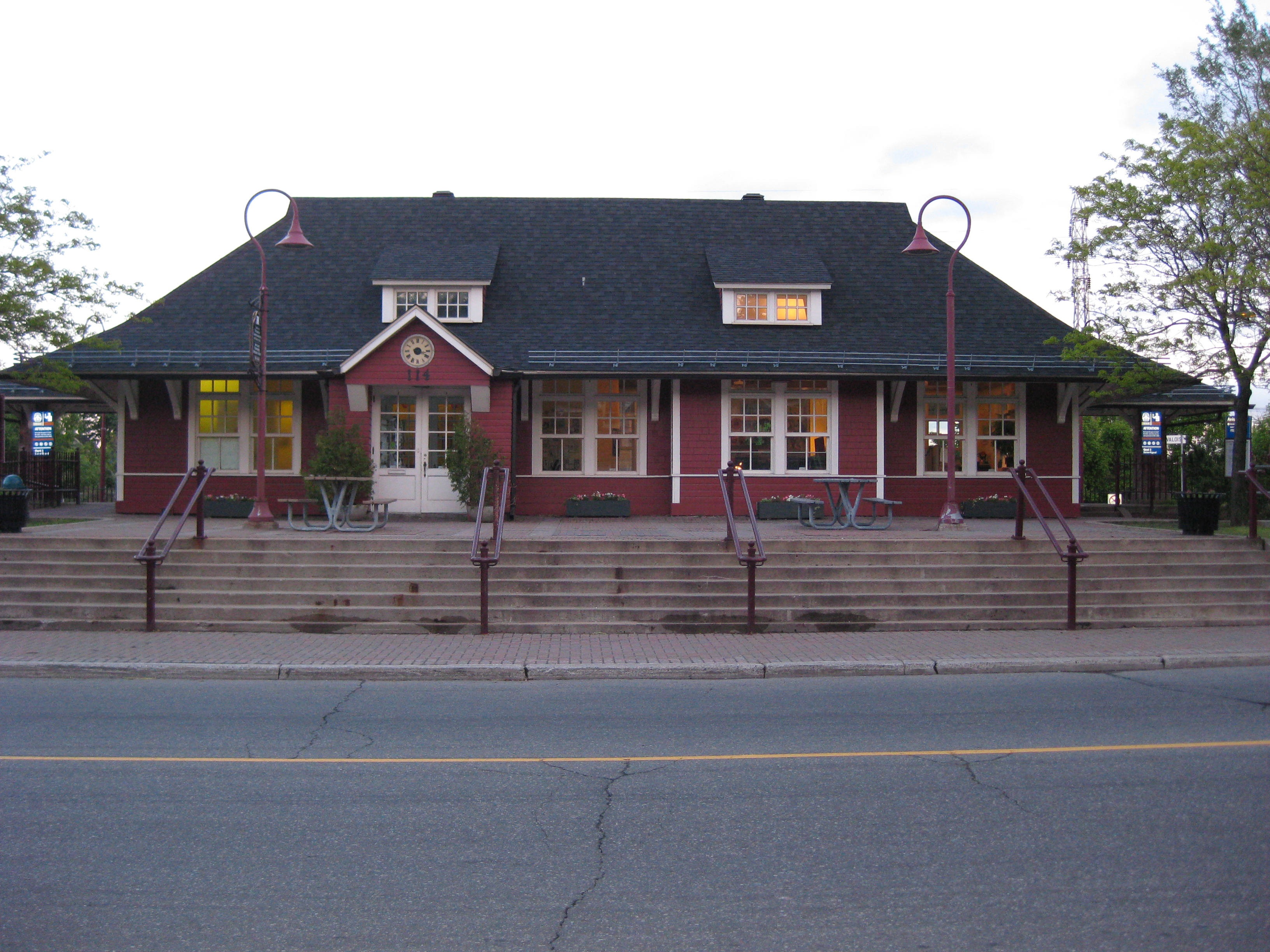
Gare historique

## Correspondances

### Autobus

#### Société de transport de Montréal[2]
| Circuit | Destinations | Tracé | Horaires |
| ------- | ------------ | ----- | -------- |
| 203     | Carson       | Tracé | Horaires |
| 204     | Cardinal     | Tracé | Horaires |